# Mistrzostwa Islandii w Lekkoatletyce 1935
9. Mistrzostwa Islandii w Lekkoatletyce – zawody lekkoatletyczne, które odbyły się w lipcu 1935 w Reykjavíku.

## Rezultaty

### Mężczyźni
| Konkurencja:                    | 1. miejsce                | Rezultat  |
| Bieg na 100 metrów              | Sveinn Ingvarsson         | 11,4      |
| Bieg na 200 metrów              | Sveinn Ingvarsson         | 24,2      |
| Bieg na 400 metrów              | Baldur Möller             | 54,5      |
| Bieg na 800 metrów              | Gísli Kærnested           | 2:10,4    |
| Bieg na 1500 metrów             | Sverrir Jóhannesson       | 4:35,3    |
| Bieg na 5000 metrów             | Gísli Albertsson          | 17:39,3   |
| Bieg na 10 000 metrów           | Gísli Albertsson          | 35:26,3   |
| Bieg na 110 metrów przez płotki | Jóhann Jóhannesson        | 18,3      |
| Sztafeta 4 × 100 metrów         | Sveit KR                  | 48,0      |
| Skok wzwyż                      | Sigurður Norðdahl         | 1,60      |
| Skok o tyczce                   | Hallsteinn Hinriksson     | 3,11      |
| Skok w dal                      | Karl Friðrik Vilmundarson | 6,26      |
| Trójskok                        | Sigurður Sigurðsson       | 13,38     |
| Pchnięcie kulą                  | Kristján Vattnes          | 11,88     |
| Rzut dyskiem                    | Júlíus Snorrason          | 35,80     |
| Rzut oszczepem                  | Kristján Vattnes          | 45,96     |
| Pięciobój                       | Karl Friðrik Vilmundarson | 2370 pkt. |